# كريس كير (لاعب كرة قدم)
كريس كير (بالإنجليزية: Chris Kerr)‏ هو حكم كرة قدم ولاعب كرة قدم نيوزلندي، ولد في 2 سبتمبر 1976 في Irvine, North Ayrshire ‏ في المملكة المتحدة.